# Wielki Erg Wschodni
Wielki Erg Wschodni, Al-‘Irq al-Kabīr ash-Sharqī (fr. Grand Erg Oriental) – piaszczysta pustynia w północnej części Sahary, na terytorium Algierii i Tunezji. Jej powierzchnia wynosi ok. 110 tys. km². Wydmy osiągają wysokość do 200 m.